# Mauulo 2
Mauulo 2 ist ein Stadtteil der osttimoresischen Stadt Ainaro im Suco Ainaro (Verwaltungsamt Ainaro, Gemeinde Ainaro).

## Geographie
Mauulo 2 bildet die äußerste Spitze der Stadt Ainaro und befindet sich im Norden der Aldeia Builico auf einer Meereshöhe von 685 m. Die Überlandstraße von Ainaro nach Cassa bildet die Hauptstraße des Viertels. Nördlich schließt sich das Viertel Mauulo 1 an. Zweieinhalb Kilometer südlich befindet sich das Dorf Builico.
Westlich befindet sich der Sarai, östlich fließt der Maumall. Es sind Nebenflüsse des Belulik.